# Irina Sluțkaia
Irina Sluțkaia (n. 9 februarie 1979, Moscova, RSFS Rusă, URSS) este o patinatoare artistică rusă, medaliată olimpică. A participat la 3 ediții ale Jocurilor Olimpice (1998, 2002, 2006) în care a câștigat o medalie de argint și o medalie de bronz.